# Hakkı Şimşek
Hakkı İsmet Şimşek (* 28. August 1989 in Zara) ist ein türkischer Fußballspieler.

## Karriere
Şimşek erlernte das Fußballspielen u. a. in den Nachwuchsabteilungen der Vereine Dikilitaş SK, Hadimköy SK und Avcılar Belediye GSK und begann im Sommer 2011 beim Istanbuler Viertligisten Beylerbeyi SK seine Profikarriere. Hier eroberte er sich auf Anhieb einen Stammplatz und war während seiner zweijährigen Tätigkeit für diesen Verein einer der torgefährlichsten Offensivspieler.
Im Sommer 2013 wechselte er zum Drittligisten Bandırmaspor und schaffte es auch hier gleich in die Stammformation. Seinen Stammplatz verlor er zwar im Laufe der Saison 2015/16, jedoch wurde er mit seinem Verein zum Saisonende Play-off-Sieger stieg so in die TFF 1. Lig auf.
In der Sommertransferperiode 2016 wurde er vom Istanbuler Zweitligisten Ümraniyespor verpflichtet. Zur Rückrunde der Saison 2016/17 wechselte er zum Drittligisten İnegölspor.

## Erfolge
Mit Bandırmaspor
- Play-off-Sieger der TFF 2. Lig und Aufstieg in die TFF 1. Lig: 2015/16